# Afikim
Afikim (Hebreeuws: אפיקים) is een oude kibboets in Israël gelegen vlak bij het Meer van Tiberias. De naam Afikim betekent letterlijk rivierbedding en refereert aan de ligging aan de bedding van de rivier de Jordaan. 
De kibboets Afikim is gesticht in 1932 op het land van de oudste kibboets van Israël, de kibboets Degania Bet. 
De belangrijkste commerciële activiteiten van Afikim zijn het kweken van fruit (voornamelijk sinaasappels) en het houden van koeien. Op de kibboets Afikim zijn daarnaast enkele bedrijven gevestigd waaronder SAE Afikim (een zuivelbedrijf) en Afikim Electric Mobilizers.
Yitzchak Tavori, leider van de anarchistische groep The Free Socialists en de Israëlische schilder Leo Roth zijn bewoners geweest van de kibboets Afikim.

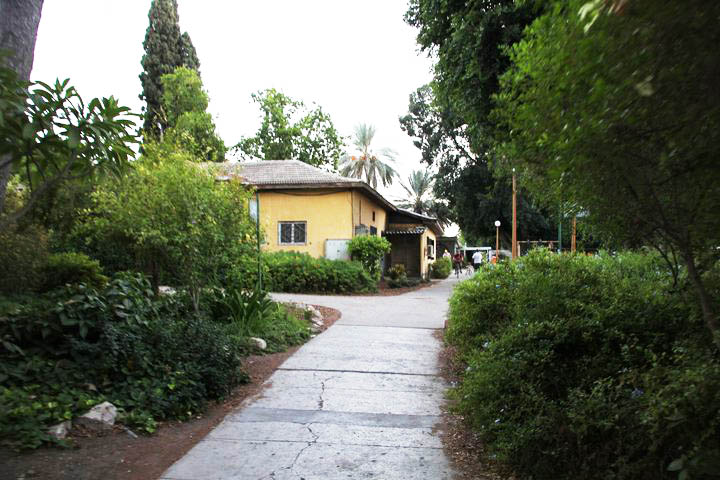
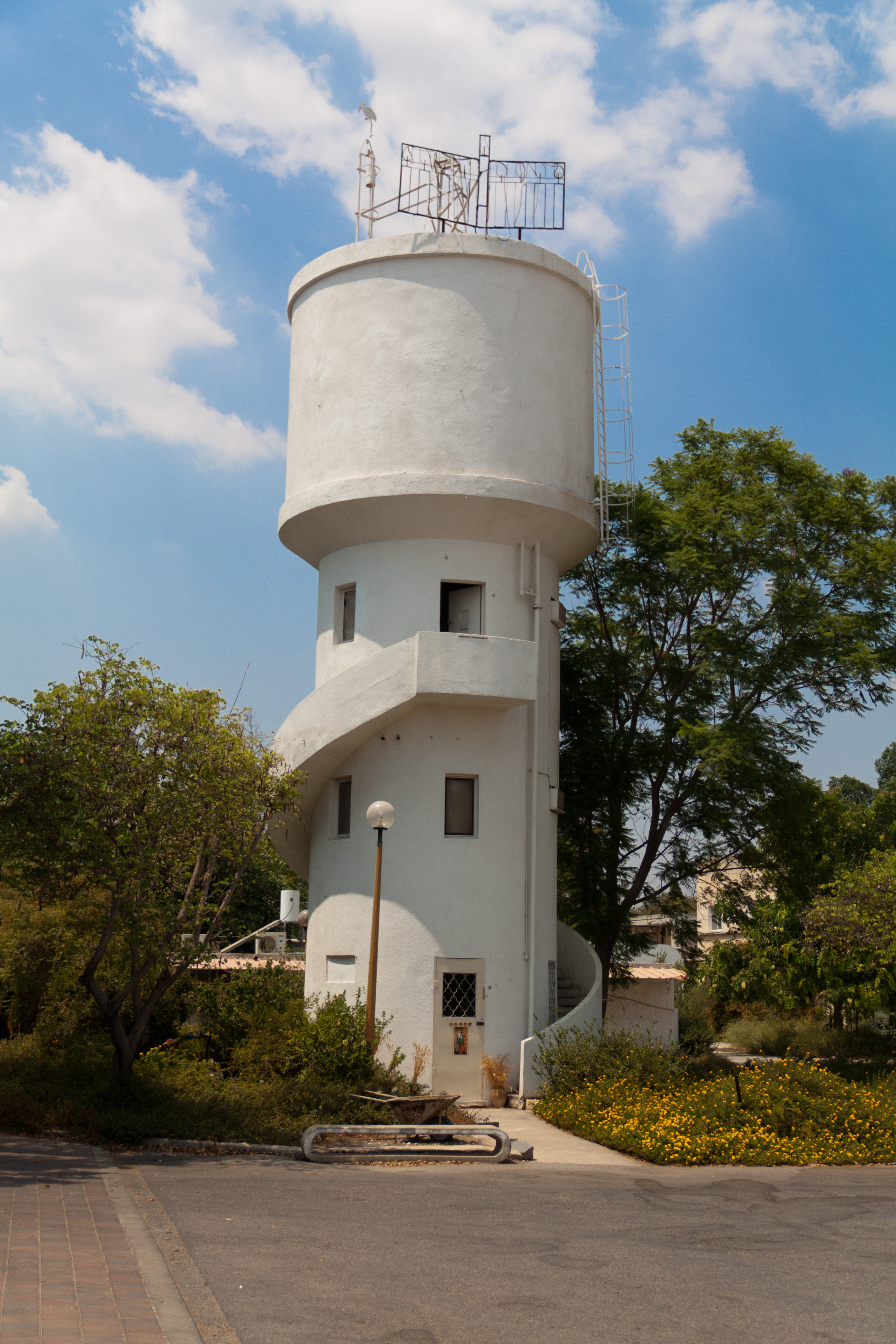